# 마리오 고메스
마리오 고메스 가르시아(스페인어: Mario Gómez García, 1985년 7월 10일 ~ )는 독일의 은퇴한 축구 선수로, 고메스는 슈투트가르트에서 6년을 보낸 후 바이에른 뮌헨으로 이적하였다. 그의 이적료는 분데스리가 내의 이적으로는 최고액으로, €30–35M 사이로 책정되었다. 2006-07 시즌에 VfB 슈투트가르트가 우승하였을때, 고메스는 14골 7어시스트를 21세의 나이에 기록하여 독일 올해의 축구 선수로 선정되었다.

## 플레이 스타일
고메스는 양발 모두 슈팅을 날릴 수 있고, 공중볼에서 매우 위협적이다. 그러나, 그의 제 1 능력은 크로스와 패스를 예측하여 그것을 받아 골네트를 가르는 것이다. 아르센 벵거는 그를 "피니싱을 하기 위한 위치 선정이 좋은 선수"로 묘사하였다. 더 나아가서 그의 신체 밸런스와 능력은 볼을 가지고 수비수에 위협을 주는 것이다. FC 바이에른 뮌헨에서, 그의 능력은 "제시에 제위치에 나오는 것"이며, 프랑크 리베리와 아르연 로번이 수비진을 허물고 고메스에 크로스를 배급하는 패턴을 통해, 고메스는 바이에른에서 가장 위협적인 무기로 알려져 있다.

## 사생활
고메스는 슈투트가르트에서 95km 남쪽, 뮌헨에서 175km 서쪽으로 떨어진, 독일 남서부 바덴뷔르템베르크주의 운링엔에서 자랐다. 그는 그 근처의 리틀링겐에서 출생하였다. 고메스는 스페인계 독일인이다. 그의 아버지인 페페 고메스(Pepe Gómez)는 스페인 그라나다 주 출신인 스페인인이며 그의 어머니인 크리스텔 로트(Christel Roth)는 독일인이다. 그는 독일과 스페인의 이중국적자로 독일 축구 국가대표팀 일원으로 뛸 것을 결심하였다. 그는 2007년 2월 스위스전에서 처음으로 출전한 이래 자주 국가대표팀 경기에 차출되었다.
고메스는 동성애자들에 대해 "그들이 원하는 대로 해야 한다."라고 언급하였다. 그는 동성애에 대해 개방적인 사고를 지니고 있다.

## 클럽 경력

### VfB 슈투트가르트
2004년, 고메스는 3월 9일에 첼시 FC와의 UEFA 챔피언스리그 16강전 경기에서 10분 출전하였고, 5월 8일에 분데스리가 데뷔전을 치루었다.
2004-05 시즌, 그는 당시 3부 리그였던 남부 레기오날리가에 속한 VfB 슈투트가르트 II에서 활약하며 24경기에서 15골을 득점하였고, 1군 소속으로는 8번 출장하였다.
2005-06 시즌, 고메스는 영구적으로 1군 일원이 되었다. 그는 분데스리가 30경기에 출장하여 6골을 득점하였으며, 그의 첫골을 2005년 9월 17일에 득점하였다. 고메스는 UEFA 컵 5경기를 출전하며, 2골을 득점하였고, DFB-포칼에서는 세 차례 득점을 올렸다.
2006-07 시즌, 이 젊은 공격수는 분데스리가 득점 상위권에 이름을 올렸다. 그러나, 그는 2007년 3월 10일에 손을 다쳤고, 왼쪽 무릎의 인대가 찢어졌다. 2007년 5월 12일에 복귀한 그는, 벤치에서 나온 즉시 득점을 올렸다. 그 경기에서, 슈투트가르트는 VfL 보훔을 3-2로 꺾었고, FC 에네르기 콧부스와의 34라운드를 앞두고 2점차 선두를 가져갔다. 이윽고, 콧부스를 홈에서 극적으로 꺾은 슈투트가르트는 2006-07 시즌의 챔피언으로 등극하였다. 그 외에도, 슈투트가르트는 DFB-포칼 결승전에 진출하였으나, 1. FC 뉘른베르크에 패하였다. 시즌 종료 후, 그는 독일 올해의 축구 선수로 명명되었다. 고메스는 구단과 2012년까지 유효한 연장 계약을 체결하였다.
2007-08 시즌으로 넘어가서, 나머지 팀원들은 2006-07 시즌에 미치지 못하는 성과를 냈고, 고메스 혼자 25경기 출장 19골을 기록하며 고군분투하였고, 또다시 득점 상위권에 이름을 올렸다. 그보다 더 많은 골을 득점한 선수는 FC 바이에른 뮌헨의 루카 토니로 24골을 득점하였다. DFB-포칼에서 고메스는 6득점을 올리며 최다 득점자가 되었다. 그의 괄목한 성장으로 인해, 다수의 빅클럽들이 이 23세 공격수를 획득하기 위해 경쟁하였고, SV 베르더 브레멘과의 경기 (6-3 승리)에서 해트트릭을 하였는데 두 번째 골을 사실상 이을드라이 바쉬튀르크가 만들어낸 잡을 수 없는 패스를 골로 연결한 것으로 인해 "미스터 신뢰" (Mr. Zuverlässig) 라는 별명도 획득하였다. 2008-09 시즌, 고메스는 분데스리가 선두 VfL 볼프스부르크를 상대로 4골을 득점하여 4-1 승리를 견인하였다.

### FC 바이에른 뮌헨

#### 2009-10 시즌
2009년 5월 26일, 고메스는 FC 바이에른 뮌헨과 4년 계약을 맺으며, 분데스리가 최고 이적료 기록을 세웠다. 출처에 따라 고메스의 이적료는 €30–35M으로 책정되었다. 고메스는 본래의 그모습과 다르게, 득점포가 침묵하였고, 리그에서 10골을 득점하는데 그쳤으나, DFB-포칼에서는 4경기 3골을 득점하였다. 불행히도, 고메스는 골뿐만 아니라 어시스트 수도 적었다. 놀랍게도, 그는 FC 바이에른 뮌헨에서 대부분 경기에 주전으로 출전하며 강한 인상을 남겼다. 또한, 그는 미로슬라프 클로제와 투톱으로 편성되며 1군 경험을 쌓았다.

#### 2010-11 시즌
29경기 출장 10골이라는 바이에른에서의 초라한 첫 시즌을 보낸 그는 2010-11 시즌을 주전으로 시작하였고, (미로슬라프 클로제보다 가격이 더 나가고, 이비차 올리치가 부상으로 나올 수 없었기 때문에 나온 선택이었다.) 시즌 내내 리그에서 28골을 득점하며 득점왕이 되었다. 그는 2011년 5월 7일, FC 장크트 파울리와의 경기에서 해트트릭을 기록하며 통산 100골을 자축하였고, 팀의 8-1 대승을 도왔다. 그는 장크트 파울리전에서의 해트트릭으로 2010-11 시즌에만 다섯 번째 리그 해트트릭을 성공하였고, CFR 클루지와의 UEFA 챔피언스리그 경기 해트트릭을 포함하여 해트트릭을 6번 하였다. 고메스는 프로 데뷔 이래 13번 해트트릭을 하였는데, 3번을 슈투트가르트 소속으로, 10번을 바이에른 소속으로 기록하였다. 고메스는 이 시즌의 챔피언스리그에서 8골을 득점하여 사뮈엘 에토와 시즌 득점 공동 2위를 기록하였지만, 바이에른은 FC 인테르나치오날레 밀라노와의 16강전에서 패하며 탈락하였다. 고메스는 모든 대회를 통틀어 39골을 득점하였다.

#### 2011-12 시즌
고메스는 지난 시즌의 페이스를 유지하며 2011-12 시즌을 시작하였고, 2011년 8월 20일 함부르크 SV전에서 선재골을 득점하며 대승을 이끌었다. 1주 후, 고메스는 1. FC 카이저슬라우테른을 상대로 해트트릭을 달성하였다. 9월 10일, 고메스는 SC 프라이부르크 골네트를 네번 가르며 7-0 대승을 이끌어냄과 동시에, 팀의 4연승을 달성하며 리그 선두로 팀을 이끌었다. 9월 27일, 고메스는 UEFA 챔피언스리그 2차전에서 전반전에 2골을 득점하며 맨체스터 시티 FC를 2-0으로 꺾었고, 맨체스터 시티는 카를로스 테베스가 출장을 거부하면서 팀 분위기가 엉망이 된 것으로 알려졌다. 2011년 12월 11일, 그는 남부 라이벌 VfB 슈투트가르트를 상대로 2-1 결승골을 뽑아내었다. 2011년 11월 2일, 그는 SSC 나폴리와의 챔피언스리그 4차전에서 해트트릭을 하며 3-2 승리를 견인하였다.
DFB-포칼에서, 고메스는 2골 득점에 그쳤다. 2011년 12월 16일, 고메스는 2011년의 50호골을 1. FC 쾰른을 상대로 득점하였다.
2012년 3월 13일, 뮌헨은 UEFA 챔피언스리그 16강전에서 FC 바젤을 상대하였고, 1차전은 0-1 패배했지만 2차전에서 고메스가 바이에른의 7골 중 4골을 득점하며, 합계 7-1로 8강행을 확정지었다. 8강에서 바이에른은 리그 1에 속한 올랭피크 드 마르세유와 3월 28일에 1차전을 치루었고, 고메스는 그의 챔피언스리그 시즌 11호골을 득점하여 바이에른의 2-0 원정 승리를 도왔다.
4월 4일, 고메스는 2016년 여름까지 유효한 연장 계약을 구단과 체결하였다. 고메스는 레알 마드리드 CF와의 준결승 1차전에서 결승골을 득점하였고, 바이에른 뮌헨은 2-1로 승리하였으며, 결국 소속팀은 1,2차전 합계 3-3 동률로 승부차기에서 3-1로 승리하였다.

#### 2012-13 시즌
시즌 초반, 고메스는 오른쪽 발목에 부상을 입어 수술을 받았고, 이에 따라 리그 초반 12경기에 연달아 결장하였다.
그 사이에 VfL 볼프스부르크에서 새로 영입된 공격수 마리오 만주키치가 좋은 활약을 펼쳤다. 연계 플레이와 다양한 공격 루트를 활용하는 데 강점을 보여준 만주키치는 고메스의 부상 공백을 훌륭히 메꾸어 주었다. 결국 만주키치는 고메스가 부상에서 회복된 이후에도 유프 하인케스 감독에 의해 꾸준히 중용되며 주전으로 자리잡게 되었고, 주전 경쟁에서 다소 밀린 고메스는 시즌 내 13경기에만 선발 출전할 정도로 주로 조커 역할을 수행하였으나, 총 19골을 기록하며 녹슬지 않은 득점력을 보여주었다. 이는 출전 시간 대비 득점 기록으로 환산할 경우 63.74분당 1골을 득점한 것으로, 단순 기록 비교만으로는 같은 해 리오넬 메시와 크리스티아누 호날두를 모두 앞서는 뛰어난 활약이다.
또한 2013년 6월 1일 DFB-포칼 결승전 경기에서 친정팀 VfB 슈투트가르트를 상대로 결승골을 포함해 2골을 득점하여 3-2 승리로 대회 우승을 이끌며, 뮌헨의 트레블 달성에 일조했다.

### ACF 피오렌티나
뮌헨에서의 계속되는 주전 경쟁으로 인해 소속팀 및 독일 축구 국가대표팀에서의 입지에 불안함을 느낀 고메스는 2013년 7월 8일 20M의 이적료에 이탈리아 세리에 A의 ACF 피오렌티나로 이적하게 된다.

## 국가대표팀 경력

### UEFA 유로 2008
고메스는 독일과 스페인의 시민권을 모두 가지고 있었지만, 17세에 독일 청소년 국가대표팀 일원이 되었다. 그는 2007년 2월 7일, 스위스와의 경기에서 성인 국가대표팀 첫 출전을 하였다. 독일은 이 경기에서 3-1 승리를 거두었고, 고메스는 독일의 두 번째 득점을 올렸다. 고메스는 두 번째 출장 경기인 산마리노전에서 케빈 쿠라니와 교체투입된 후, 2골을 득점하여 독일의 6-0 승리에 공헌하였다.
고메스는 대회 이전의 친선경기에서 인상적인 활약을 펼치며, 요아힘 뢰프의 UEFA 유로 2008 최종 엔트리에 그를 포함시켰다. 뢰프는 루카스 포돌스키와 미로슬라프 클로제의 듀오를 포돌스키가 왼쪽 윙으로 움직이며 깼고, 바스티안 슈바인슈타이거를 후방에 배치하며, 고메스와 클로제가 투톱을 형성하였다. 불행하게도, 고메스는 오스트리아와의 조별리그 최종전에서 골찬스를 놓친 것을 포함하여, 클럽에서 보여준 성과를 보여주는데 실패하였다. 독일은 이 경기에서 미하엘 발라크의 프리킥 결승골로 승리하였고, 8강전에 진출하였으나, 뢰브는 고메스를 벤치로 내리고 다시 포돌스키-클로제 듀오를 구축하였다. 그는 8강전과 준결승전에 결장하였고, 결승전에서 미로슬라프 클로제와 막판에 교체 투입되었으나, 스페인의 1-0 리드를 뒤집기에는 역부족이었다.

### 2010년 FIFA 월드컵
2009년 6월 2일, 그는 아랍에미리트와의 친선경기에 출전하여 4골을 득점하였고, 국가대표팀 15경기 무득점 침묵을 깨며, 7-2 대승의 주역이 되었다.
고메스는 남아프리카 공화국에서 열리는 2010년 FIFA 월드컵을 앞두고 뢰프가 선정한 23인 최종엔트리에 포함된 6명의 스트라이커들 중 하나였다. 그는 월드컵 본선 7경기들 중 4경기에 출전하였고 모두 벤치에서 경기를 시작하였다. 그는 오스트레일리아전에서 메수트 외질과 73분에, 세르비아전에서 홀거 바드스투버와 77분에, 잉글랜드전에서 동료 공격수 미로슬라프 클로제와 72분에, 그리고 스페인과의 경기에서 수비형 미드필더 자미 케디라와 80분에 교체 투입되었다. 그는 또다시 주요 토너먼트에서 득점하는데 실패하였다.

### UEFA 유로 2012
그는 비록 UEFA 유로 2012 예선 기간동안 미로슬라프 클로제의 백업 중앙 공격수였으나, 고메스는 자주 출장하여 모든 예선전 상대를 상대로 (카자흐스탄, 오스트리아, 아제르바이잔, 터키, 그리고 벨기에) 득점에 공헌하였다. 이 경기들 중 오스트리아와의 에른스트 하펠 슈타디온 원정에서 두 차례 득점하였고, UEFA 유로 2008에 같은 방식으로 득점하지 못해 독일 언론과 팬들의 비난을 받았던 것에 대해 한을 풀었다. 관객들은 그가 첫골을 득점한 이후 골포스트를 키스한 것에 대해, 트라우마가 있다는 것을 알았고, 그가 안정을 찾았다는 것도 알았다.
UEFA 유로 2012를 앞두고 결승전이 펼쳐질 키에프의 올림피스키 경기장에서 우크라이나와 친선전을 벌였고, 고메스는 독일의 첫골을 뽑았다. 이 경기는 그의 국가대표팀 50번째 출장경기로, 이 경기의 라인업에서 그는 최연장자였다.

### 2014년 FIFA 월드컵
2014 FIFA 월드컵에서는 요아힘 뢰프 감독이 마리오 고메즈를 23인 최종엔트리에서 제외하고 미로슬라프 클로제를 포함시켰다.결국 조국이 우승하는 광경을 관중석에서 볼 수 밖에 없었다.

## 선수 통계

### 클럽 통계
2017년 12월 23일 기준
| 클럽                | 시즌      | 리그              | 리그 | 리그 | 컵   | 컵 | 클럽대항전 | 클럽대항전 | 기타1 | 기타1 | 합계 | 합계 |
| 클럽                | 시즌      | 리그              | 출장 | 골   | 출장 | 골 | 출장       | 골         | 출장  | 골    | 출장 | 골   |
| ------------------- | --------- | ----------------- | ---- | ---- | ---- | -- | ---------- | ---------- | ----- | ----- | ---- | ---- |
| VfB 슈투트가르트 II | 2003–04   | 레기오날리가 쥐트 | 19   | 6    | —    | —  | —          | —          | —     | —     | 19   | 6    |
| VfB 슈투트가르트 II | 2004–05   | 레기오날리가 쥐트 | 24   | 15   | —    | —  | —          | —          | —     | —     | 24   | 15   |
| VfB 슈투트가르트 II | 합계      | 합계              | 43   | 21   | —    | —  | —          | —          | —     | —     | 43   | 21   |
| VfB 슈투트가르트    | 2003–04   | 분데스리가        | 1    | 0    | 0    | 0  | 1          | 0          | —     | —     | 2    | 0    |
| VfB 슈투트가르트    | 2004–05   | 분데스리가        | 8    | 0    | 1    | 0  | 1          | 0          | —     | —     | 10   | 0    |
| VfB 슈투트가르트    | 2005–06   | 분데스리가        | 30   | 6    | 0    | 0  | 5          | 2          | 3     | 0     | 38   | 8    |
| VfB 슈투트가르트    | 2006–07   | 분데스리가        | 25   | 14   | 5    | 2  | —          | —          | —     | —     | 30   | 16   |
| VfB 슈투트가르트    | 2007–08   | 분데스리가        | 25   | 19   | 3    | 6  | 4          | 3          | 0     | 0     | 32   | 28   |
| VfB 슈투트가르트    | 2008–09   | 분데스리가        | 32   | 24   | 2    | 3  | 10         | 8          | 0     | 0     | 44   | 35   |
| VfB 슈투트가르트    | 합계      | 합계              | 121  | 63   | 11   | 11 | 21         | 13         | 3     | 0     | 156  | 87   |
| 바이에른 뮌헨       | 2009–10   | 분데스리가        | 29   | 10   | 4    | 3  | 12         | 1          | —     | —     | 45   | 14   |
| 바이에른 뮌헨       | 2010–11   | 분데스리가        | 32   | 28   | 5    | 3  | 8          | 8          | 0     | 0     | 45   | 39   |
| 바이에른 뮌헨       | 2011–12   | 분데스리가        | 33   | 26   | 5    | 2  | 14         | 13         | —     | —     | 52   | 41   |
| 바이에른 뮌헨       | 2012–13   | 분데스리가        | 21   | 11   | 4    | 6  | 7          | 2          | 0     | 0     | 32   | 19   |
| 바이에른 뮌헨       | 합계      | 합계              | 115  | 75   | 18   | 14 | 41         | 24         | 0     | 0     | 174  | 113  |
| 피오렌티나          | 2013–14   | 세리에 A          | 9    | 3    | 0    | 0  | 6          | 1          | —     | —     | 15   | 4    |
| 피오렌티나          | 2014–15   | 세리에 A          | 20   | 4    | 4    | 4  | 8          | 2          | —     | —     | 32   | 10   |
| 피오렌티나          | 합계      | 합계              | 29   | 7    | 4    | 4  | 14         | 3          | —     | —     | 47   | 14   |
| 베식타시 (임대)     | 2015–16   | 쉬페르리그        | 33   | 26   | 3    | 0  | 5          | 2          | —     | —     | 41   | 28   |
| 베식타시 (임대)     | 합계      | 합계              | 33   | 26   | 3    | 0  | 5          | 2          | —     | —     | 41   | 28   |
| VfL 볼프스부르크    | 2016–17   | 분데스리가        | 33   | 16   | 2    | 1  | —          | —          | 2     | 1     | 37   | 18   |
| VfL 볼프스부르크    | 2017–18   | 분데스리가        | 12   | 1    | 3    | 0  | —          | —          | 0     | 0     | 15   | 1    |
| VfL 볼프스부르크    | 합계      | 합계              | 45   | 17   | 5    | 1  | —          | —          | 2     | 1     | 52   | 19   |
| 경력 합계           | 경력 합계 | 경력 합계         | 386  | 209  | 41   | 30 | 81         | 42         | 5     | 1     | 513  | 282  |

- 1.^ 독일 리그컵, 분데스리가 강등 플레이오프를 포함한다.

### 국가대표팀 득점 기록
아래의 점수에서 왼쪽의 점수가 독일의 점수이다.
| #   | 날짜             | 경기장                               | 상대              | 점수 | 최종결과 | 대회                    |
| --- | ---------------- | ------------------------------------ | ----------------- | ---- | -------- | ----------------------- |
| 1.  | 2007년 2월 7일   | LTU 아레나, 뒤셀도르프               | 스위스            | 2–0  | 3–1      | 친선경기                |
| 2.  | 2007년 6월 2일   | 프랑켄슈타디온, 뉘른베르크           | 산마리노          | 4–0  | 6–0      | UEFA 유로 2008 예선     |
| 3.  | 2007년 6월 2일   | 프랑켄슈타디온, 뉘른베르크           | 산마리노          | 5–0  | 6–0      | UEFA 유로 2008 예선     |
| 4.  | 2008년 2월 6일   | 에른스트 하펠 슈타디온, 빈           | 오스트리아        | 3–0  | 3–0      | 친선경기                |
| 5.  | 2008년 3월 26일  | 장크트 야콥 파크, 바젤               | 스위스            | 2–0  | 4–0      | 친선경기                |
| 6.  | 2008년 3월 26일  | 장크트 야콥 파크, 바젤               | 스위스            | 3–0  | 4–0      | 친선경기                |
| 7.  | 2009년 6월 2일   | 셰이크 자예드 경기장, 아부다비       | 아랍에미리트      | 2–0  | 7–2      | 친선경기                |
| 8.  | 2009년 6월 2일   | 셰이크 자예드 경기장, 아부다비       | 아랍에미리트      | 4–0  | 7–2      | 친선경기                |
| 9.  | 2009년 6월 2일   | 셰이크 자예드 경기장, 아부다비       | 아랍에미리트      | 5–0  | 7–2      | 친선경기                |
| 10. | 2009년 6월 2일   | 셰이크 자예드 경기장, 아부다비       | 아랍에미리트      | 7–2  | 7–2      | 친선경기                |
| 11. | 2009년 9월 5일   | 바이아레나, 레버쿠젠                 | 남아프리카 공화국 | 1–0  | 2–0      | 친선경기                |
| 12. | 2010년 5월 29일  | 푸슈카시 페렌츠 슈터디온, 부다페스트 | 헝가리            | 2–0  | 3–0      | 친선경기                |
| 13. | 2010년 8월 11일  | 파르켄, 쾨벤하운                     | 덴마크            | 1–0  | 2–2      | 친선경기                |
| 14. | 2010년 10월 12일 | 아스타나 아레나, 아스타나            | 카자흐스탄        | 2–0  | 3–0      | UEFA 유로 2012 예선     |
| 15. | 2011년 3월 29일  | 보루시아 파크, 묀헨글라트바흐        | 오스트레일리아    | 1–0  | 1–2      | 친선경기                |
| 16. | 2011년 5월 29일  | 라인 네카어 아레나, 진스하임         | 우루과이          | 1–0  | 2–1      | 친선경기                |
| 17. | 2011년 6월 3일   | 에른스트 하펠 슈타디온, 빈           | 오스트리아        | 1–0  | 2–1      | UEFA 유로 2012 예선     |
| 18. | 2011년 6월 3일   | 에른스트 하펠 슈타디온, 빈           | 오스트리아        | 2–1  | 2–1      | UEFA 유로 2012 예선     |
| 19. | 2011년 6월 7일   | 토피크 바흐라모프 경기장, 바쿠       | 아제르바이잔      | 2–0  | 3–1      | UEFA 유로 2012 예선     |
| 20. | 2011년 10월 7일  | 튀르크 텔레콤 아레나, 이스탄불       | 튀르키예          | 1–0  | 3–1      | UEFA 유로 2012 예선     |
| 21. | 2011년 10월 11일 | 에스프리 아레나, 뒤셀도르프          | 벨기에            | 3–0  | 3–1      | UEFA 유로 2012 예선     |
| 22. | 2012년 5월 31일  | 첸트랄슈타디온, 라이프치히           | 이스라엘          | 1–0  | 2–0      | 친선경기                |
| 23. | 2012년 6월 9일   | 아레나 리비우, 리비우                | 포르투갈          | 1–0  | 1–0      | UEFA 유로 2012          |
| 24. | 2012년 6월 13일  | 메탈리스트 경기장, 하르키우          | 네덜란드          | 1–0  | 2–1      | UEFA 유로 2012          |
| 25. | 2012년 6월 13일  | 메탈리스트 경기장, 하르키우          | 네덜란드          | 2–0  | 2–1      | UEFA 유로 2012          |
| 26. | 2016년 3월 26일  | 올림픽 스타디움, 베를린              | 잉글랜드          | 2–0  | 2–3      | 친선경기                |
| 27. | 2016년 5월 29일  | WWK 아레나, 아우크스부르크           | 슬로바키아        | 1–0  | 1–3      | 친선경기                |
| 28. | 2016년 6월 21일  | 파르크 데 프랭스, 파리               | 북아일랜드        | 1–0  | 1–0      | UEFA 유로 2016          |
| 29. | 2016년 6월 26일  | 스타드 피에르 모루아, 빌뇌브다스크   | 슬로바키아        | 2–0  | 3–0      | UEFA 유로 2016          |
| 30. | 2017년 3월 26일  | 토피크 바흐라모프 경기장, 바쿠       | 아제르바이잔      | 2–1  | 4–1      | 2018년 FIFA 월드컵 예선 |
| 31. | 2017년 9월 4일   | 메르세데스-벤츠 아레나, 슈투트가르트 | 노르웨이          | 6–0  | 6–0      | 2018년 FIFA 월드컵 예선 |

## 수상

### 클럽
VfB 슈투트가르트
- 분데스리가: 2006–07

FC 바이에른 뮌헨
- 분데스리가: 2009-10, 2012-13
- DFB-포칼: 2009-10, 2012-13
- DFL-슈퍼컵: 2010
- UEFA 챔피언스리그: 2012-13 준우승: 2009-10, 2011-12

 독일
- FIFA 월드컵 : 3위 (2010)
- UEFA 유럽 축구 선수권 대회 : 준우승 (2008), 4강 (2012)

개인
- 분데스리가 득점왕 : 2010-11
- 독일 올해의 선수상 : 2007
- UEFA 유로 2012 맨 오브 더 매치 : vs. 네덜란드 (조별리그)